# Luding (Garzê)

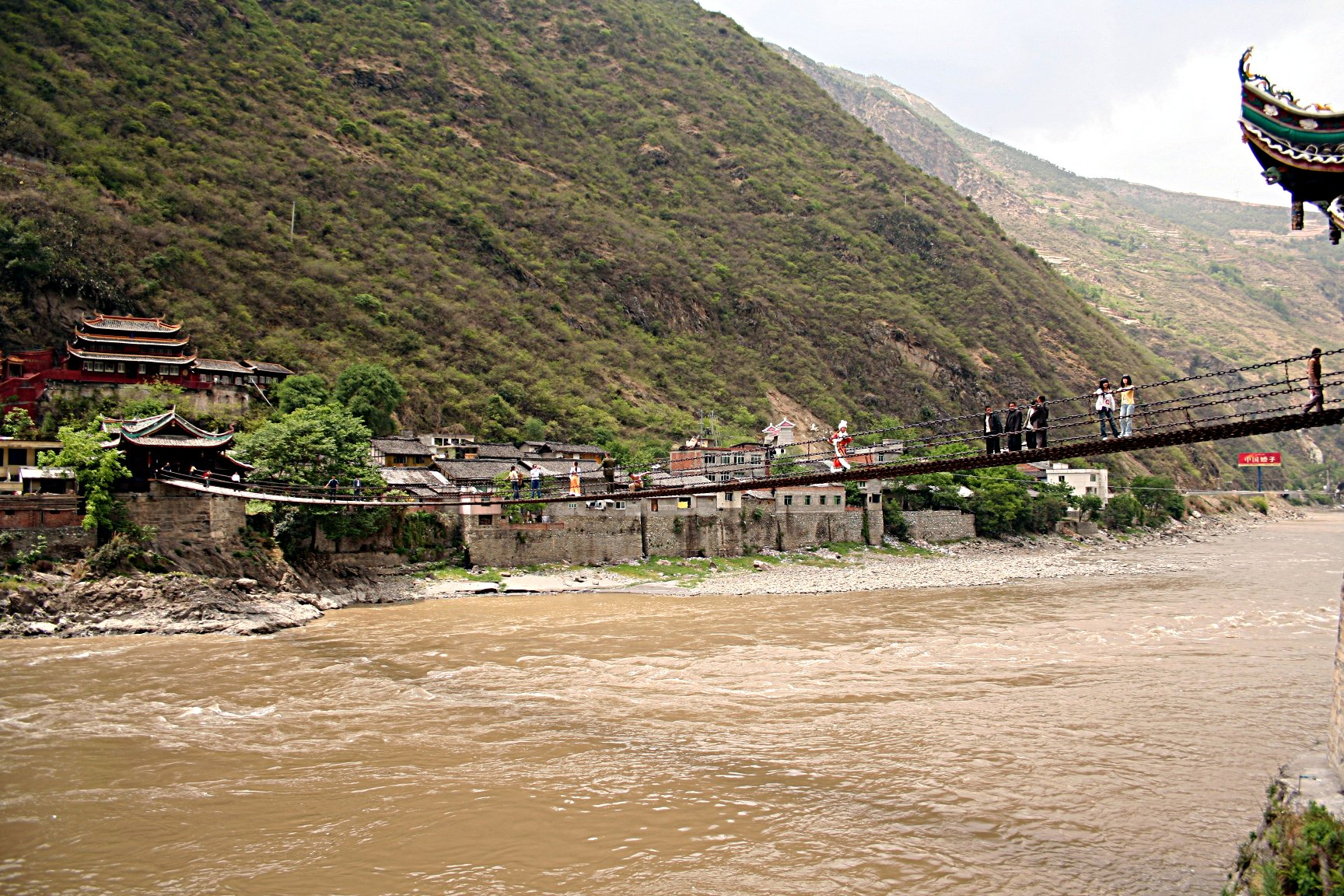
Eisenbrücke über den Fluss Dadu He.

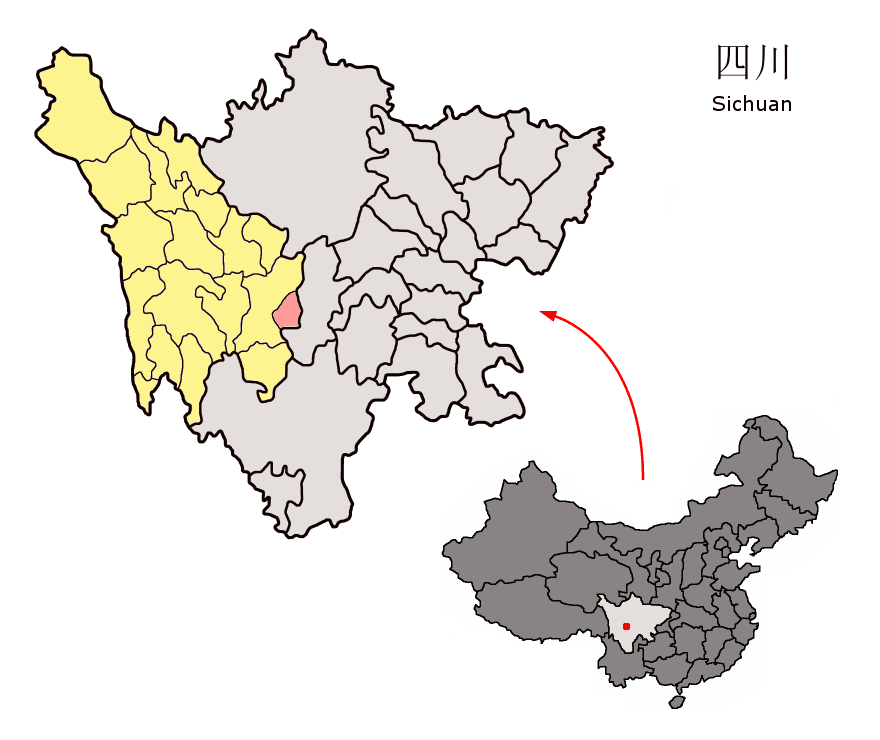
Die Lage des Kreises Luding in der Provinz Sichuan.

Der Kreis Luding (tibetisch: ལྕགས་ཟམ།, Umschrift nach Wylie: lcags zam, auch Cagsam; chinesisch 泸定县, Pinyin Lúdìng Xiàn), benannt nach der dort befindlichen Eisenbrücke, gehört zum Autonomen Bezirk Garzê der Tibeter in der chinesischen Provinz Sichuan. Luding hat eine Fläche von 1.761 km² und 84.204 Einwohner (Stand: Zensus 2020). Beim Zensus im Jahr 2000 waren noch 77.855 Einwohner gezählt worden.
Die Eisenkettenbrücke, tib.: lcags zam, steht seit 1961 auf der Liste der Denkmäler der Volksrepublik China (1-22).

## Administrative Gliederung
Auf Gemeindeebene setzt sich Luding aus sieben Großgemeinden und fünf Gemeinden zusammen. Diese sind:
- Großgemeinde Luqiao (泸桥镇), 19.459 Einwohner (2000), Hauptort, Sitz der Kreisregierung;
- Großgemeinde Lengqi (冷碛镇), 8.900 Einwohner (2000);
- Großgemeinde Xinglong (兴隆镇), 9.522 Einwohner (2000);
- Großgemeinde Moxi (磨西镇), 6.794 Einwohner (2000);
- Großgemeinde Pengba (烹坝镇), 4.156 Einwohner (2000);
- Großgemeinde Yanzigou (燕子沟镇) (ehemals Xinxing Gemeinde, 新兴乡), 4.568 Einwohner (2000);
- Großgemeinde Detuo (得妥镇), 6.102 Einwohner (2000).

- Gemeinde Lan’an (岚安乡), 2.789 Einwohner (2000);
- Gemeinde Tianba (田坝乡), 4.124 Einwohner (2000);
- Gemeinde Chuni (杵坭乡), 2.966 Einwohner (2000);
- Gemeinde Jiajun (加郡乡), 3.873 Einwohner (2000);
- Gemeinde Dewei (德威乡), 4.602 Einwohner (2000);

## Ethnische Gliederung der Bevölkerung Ludings (2000)
Beim Zensus im Jahr 2000 wurden in Luding 77.855 Einwohner gezählt.
| Name des Volkes | Einwohner | Anteil  |
| --------------- | --------- | ------- |
| Han             | 66.066    | 84,86 % |
| Tibeter         | 7.834     | 10,06 % |
| Yi              | 3.424     | 4,4 %   |
| Mongolen        | 253       | 0,32 %  |
| Sonstige        | 278       | 0,36 %  |